# Илюшечкина, Любовь Ивановна
Любо́вь Ива́новна Илю́шечкина (род. 5 ноября 1991 года, Москва, СССР) — российская и канадская фигуристка, выступавшая в парном катании. В 2006—2012 годах выступала за Россию в паре с Нодари Маисурадзе, с которым была бронзовым призёром чемпионата России и участницей чемпионата Европы (2009). Мастер спорта России международного класса.

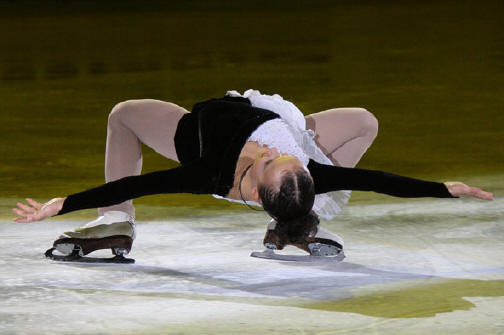
2008-2009

С 2014 года представляла Канаду. Первым канадским партнёром Илюшечкиной был Дилан Москович. Совместно они становились серебряными призёрами чемпионата Канады (2015, 2017) и бронзовыми призёрами чемпионата четырёх континентов (2017). На протяжении одного сезона 2019/20 каталась с Чарли Билодо. После чего завершила карьеру.

## Карьера

### За Россию

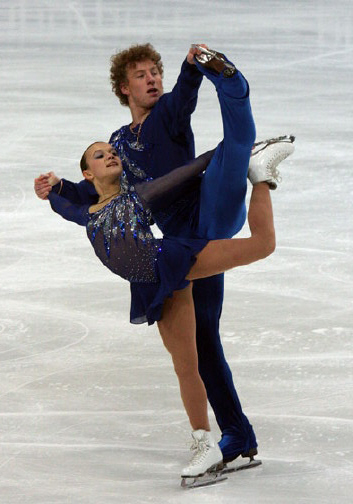
Любовь Илюшечкина и Нодари Майсурадзе на чемпионате Европы 2009 года

Любовь Илюшечкина сначала выступала в одиночном разряде. Была победительницей нескольких международных соревнований, например в Торуни (Польша, 2003 год), кубка „Нестле“ (Польша, 2004 год). Первым тренером её была Любовь Анатольевна Федорченко.
В мае 2006 года перешла в группу парного катания к тренеру Наталье Павловой.
На дебютном для себя чемпионате мира среди юниоров в 2008 году они с Нодари Маисурадзе сразу заняли второе место.
В сезоне 2008—2009, выиграли оба этапа юниорского Гран-при (в Чехии и Беларуси) и стали первыми в своём первом финале Гран-при. На чемпионате России 2009 года выиграли бронзовые медали, завоевав путевку на чемпионат Европы, где показали пятый, хороший для дебюта, результат. В чемпионате России среди юниоров пара не участвовала, но по договорённости с Федерацией фигурного катания, им автоматически было предоставлено место на чемпионат мира среди юниоров. На чемпионате пара выиграла короткую программу, затем, в произвольной Люба упала с прыжка и они стали вторыми, но общей суммы баллов хватило чтобы завоевать золотую медаль. Были включены в сборную команду страны на чемпионат мира в Лос-Анджелесе, но в начале марта сообщили о снятии с турнира, из-за травмы партнёра.
В сезоне 2010/2011 после чемпионата России, на котором пара заняла только 5-е место, в СМИ появилась информация, что пара перешла тренироваться к Олегу Васильеву. Однако вскоре эта информация была опровергнута самими фигуристами. Президент Федерации фигурного катания России Александр Горшков в интервью перед Чемпионатом Европы 2011 подтвердил, что Илюшечкина — Маисурадзе по прежнему тренируются у Натальи Павловой.
В сезоне 2011—2012, пара неудачно выступила в серии Гран-при, а затем смогла занять лишь 6-е место на чемпионате России, не отобравшись таким образом в сборную команду. В марте 2012 года их тренер Наталья Павлова сообщила, что пара распалась по инициативе Любови.
Мастер спорта России международного класса.

### За Канаду
В мае 2012 года, стало известно, что Илюшечкина пробует скататься с Янником Коконом, с которым надеется выступать за Францию, если получит на это разрешение от Федерации фигурного катания России.
В мае 2014 было объявлено о создании новой пары Любовь Илюшечкина—Дилан Москович, которые будут выступать за Канаду под руководством тренеров Баркела и Дэвидсона в клубе Торонто. Осенью 2014 года Российская Федерация разрешила выступать Илюшечкиной за Канаду. В конце ноября пара впервые выступила в Польше на Кубке Варшавы, где фигуристы заняли первое место и заработали техминимум на чемпионаты. В конце января 2015 года на канадском чемпионате пара финишировала второй. На чемпионате четырёх континентов в Сеуле фигуристы выступили удачно заняли шестое место; при этом они улучшили свои спортивные достижения в короткой произвольной программах и сумме. На чемпионате мира в КНР они не смогли войти в десятку лучших пар мира. Однако незначительно улучшили свои прежние достижения в короткой программе.
Не очень уверенно пара начала сезон 2015/2016 годов. Фигуристы на Мемориле Непелы в Словакии допустили ряд ошибок и были за гранью наград. В начале ноября фигуристы совсем неудачно выступили на этапе Гран-при Ауди Кубок Китая. Они оказались на предпоследнем месте. Намного удачнее спортсмены выступили на заключительном этапе Гран-при в Нагано, где оказались на пятом месте. При этом улучшили все свои прежние спортивные достижения. На национальном чемпионате пара выступила не совсем удачно и они заняли третье место. Однако на чемпионате четырёх континентов в Тайбэе фигуристы в сложной борьбе заняли место в пятёрке, и улучшили свои прежние достижения в произвольной программе. В начале апреля в Бостоне на мировом чемпионате канадская пара сумела пробиться в восьмёрку лучших мировых пар и улучшила все свои прежние спортивные достижения.
Новый предолимпийский сезон канадская пара начала в Германии, в Оберсдорфе на турнире Небельхорн, где они уверенно заняли второе место. В конце октября канадские фигуристы выступали на домашнем этапе Гран-при в Миссиссоге, где на Кубке федерации Канады были третьими. В середине ноября канадцы выступили на втором этапе Гран-при в Пекине, где они в упорной борьбе заняли на Кубке Китая третье место, при этом были улучшены достижения в короткой программе. В январе 2017 года на национальном чемпионате в Оттаве фигуристы не могли составить конкуренцию ведущей канадским паре страны и заняли второе место. В середине февраля канадские фигуристы выступили в Южной Корее на континентальном чемпионате, где они улучшили все свои прежние спортивные достижения; при том финишировали на третьем месте. В конце марта канадские парники появились на мировом чемпионате в Хельсинки, где замкнули шестёрку лучших пар в мире. При этом они в сложной борьбе сумели способствовать завоеванию трёх путёвок для своей страны на Олимпийские игры и улучшили все свои прежние достижения.
В конце сентября 2017 года получила канадское гражданство, что даёт ей право выступить на Олимпийских играх. В начале октября канадская пара начала олимпийский сезон в Эспоо, на Трофее Финляндии, где они финишировали рядом с пьедесталом. Через три недели пара выступала в серии Гран-при на домашнем этапе, где они финишировали в шестёрке. В середине ноября пара выступила на французском этапе Гран-при, где они заняли место рядом с пьедесталом. В начале 2018 года пара в Ванкувере неудачно выступила на национальном чемпионате. Они впервые остались без медалей. Учитывая, что чемпионат четырёх континентов проходил за две недели до Олимпийских игр канадская федерация туда отправила второй состав. В Тайбэе в конце января Люба и Дилан на континентальном чемпионате выступили совсем неудачно. Они даже не повторили своё прошлогоднее достижение. При том, что парники КНР совсем пропускали чемпионат, а американские фигуристы также выступали вторым составом.
По окончании сезона Москович принял решение завершить карьеру. Любовь приняла решение выступать в составе труппы „Цирка дю Солей“.
В конце после олимпийского сезона Любовь встала в пару с канадцем Чарли Билодо. Пара начала работать с Ришаром Готье, хореографом спортсменов стала Мари-Франс Дюбрей, и она пригласила в помощники своего подопечного Гийома Сизерона в помощь. Позже к тренерскому коллективу присоединялся Эрик Рэдфорд. Далее последовало их выступление на канадском этапе серии Гран-при в Келоуне, где они финишировали, замкнув пятёрку лучших спортивных пар.
Пара впервые дебютировала в октябре 2019 года в Финляндии на Finlandia Trophy, где они уверенно вошли в тройку лучших. При этом спортсмены выполнили техминимум для мировых чемпионатов. Далее последовало их выступление на канадском этапе Гран-при в Келоуне, где они финишировали, замкнув пятёрку лучших спортивных пар. Далее пара выступила на китайском этапе, где они финишировали с бронзовыми медалями. При этом, в середине января пара не совсем удачно выступила на национальном чемпионате где заняла, только третье место. На континентальном чемпионате в Сеуле фигуристы были лишь седьмыми. В апреле партнёр принял решение оставить большой спорт.
С 2020 года работает тренером в Канаде.

## Программы

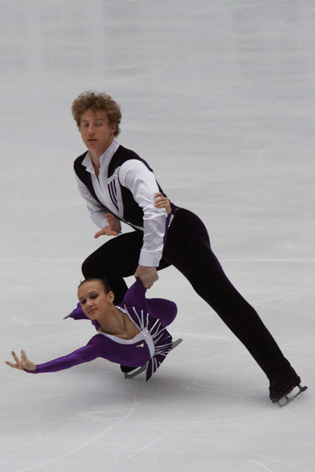
На Cup of China 2009.

(с Н.Маисурадзе)
| Сезон     | Короткая программа                                     | Произвольная программа                                         | Показательные выступления  |
| --------- | ------------------------------------------------------ | -------------------------------------------------------------- | -------------------------- |
| 2011—2012 | “Севильский цирюльник» Джоаккино Россини (аранжировка) | Саундтрек к фильму «Кордебалет» Эдвард Клебан, Марвин Хеймслих |                            |
| 2010—2011 | «Севильский цирюльник» Джоаккино Россини (аранжировка) | Саундтрек к фильму «1492: Завоевание рая» Вангелис             | «La Comédie»               |
| 2009—2010 | «Yesterday» The Beatles                                | Саундтрек к фильму «1492: Завоевание рая» Вангелис             | «La Comédie»               |
| 2008—2009 | «Prologue» Лорина Маккеннитт                           | Music selection Эдвин Мартон                                   | We Are The Champions Queen |
| 2007—2008 | Музыка из фильма «Овод» Дмитрий Шостакович             | Abba Medley                                                    | We Are The Champions Queen |

## Спортивные достижения

### За Канаду
(с Ч. Билодо)
| Соревнования                   | 2019—2020 |
| ------------------------------ | --------- |
| Чемпионаты четырёх континентов | 7         |
| Этапы Гран-при: Skate Canada   | 5         |
| Этапы Гран-при: Cup of China   | 3         |
| Finlandia Trophy               | 3         |
| Чемпионаты Канады              | 3         |

(с Д. Московичем)
| Соревнования                            | 2014—2015 | 2015—2016 | 2016—2017 | 2017—2018 |
| --------------------------------------- | --------- | --------- | --------- | --------- |
| Чемпионаты мира                         | 13        | 7         | 6         |           |
| Чемпионаты четырёх континентов          | 6         | 5         | 3         | 4         |
| Этапы Гран-при: Cup of China            |           | 7         | 3         |           |
| Этапы Гран-при: NHK Trophy              |           | 5         |           |           |
| Этапы Гран-при: Skate Canada            |           |           | 3         | 6         |
| Этап Гран-при: Internationaux de France |           |           |           | 4         |
| Кубок Варшавы                           | 1         |           |           |           |
| Небельхорн                              |           |           | 2         |           |
| Мемориал Непелы                         |           | 4         |           |           |
| Finlandia Trophy                        |           |           |           | 4         |
| Чемпионаты Канады                       | 2         | 3         | 2         | 4         |

### За Россию
(с Н. Маисурадзе)
| Соревнования                             | 2007—2008 | 2008—2009 | 2009—2010 | 2010—2011 | 2011—2012 |
| ---------------------------------------- | --------- | --------- | --------- | --------- | --------- |
| Чемпионаты Европы                        |           | 5         |           |           |           |
| Чемпионаты мира среди юниоров            | 2         | 1         |           |           |           |
| Чемпионаты России                        | 4         | 3         | 4         | 5         | 6         |
| Первенства России среди юниоров          | 2         |           |           |           |           |
| Финалы Гран-при                          |           |           |           | 4         |           |
| Этапы Гран-при: NHK Trophy               |           |           |           |           | 6         |
| Этапы Гран-при: Skate Canada             |           |           |           | 1         | 5         |
| Этапы Гран-при: Cup of China             |           |           | 5         | 4         |           |
| Этапы Гран-при: Cup of Russia            |           | 4         |           |           |           |
| Мемориал Ондрея Непелы                   |           |           |           |           | 3         |
| Золотой конёк Загреба                    |           |           | 1         |           |           |
| Зимние Универсиады                       |           |           |           | 1         |           |
| Финалы юниорского Гран-при               |           | 1         |           |           |           |
| Этапы юниорской серии Гран-при, Чехия    |           | 1         |           |           |           |
| Этапы юниорской серии Гран-при, Беларусь |           | 1         |           |           |           |